# Maciej Maleńczuk
Mirosław Maciej Maleńczuk (ur. 14 sierpnia 1961 w Wojcieszowie) – polski wokalista i gitarzysta rockowy, poeta, a także osobowość telewizyjna. We wczesnej fazie swojej twórczości określany mianem „barda Krakowa”. Uważany za jednego z najbardziej awangardowych i kontrowersyjnych polskich artystów muzycznych.

## Życiorys
Uczęszczał do kilku szkół podstawowych, następnie do szkoły zawodowej, a później do liceum zawodowego (specjalność obróbka skrawaniem), którego nie ukończył. Jego oficjalny zawód to „ślusarz-spawacz”. W 1981 skazany został na dwa lata więzienia za odmowę odbycia służby wojskowej. Karę odbywał w Gdańsku i Stargardzie. Po wyjściu na wolność zaczął grać na gitarze i komponować piosenki, początkowo utrzymane w stylistyce bluesowej. Przez osiem lat występował jako muzyk uliczny, m.in. w Krakowie i Warszawie.

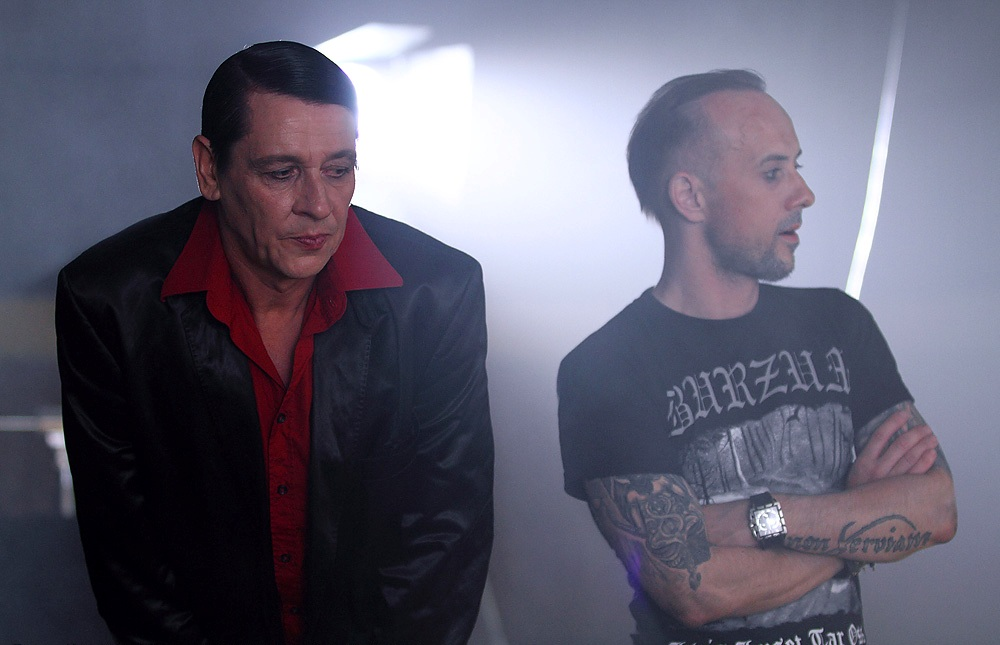
Maleńczuk i Adam „Nergal” Darski na planie teledysku do utworu „Lucifer” zespołu Behemoth (2011)

W 1986 na zaproszenie Andrzeja „Pudla” Bieniasza trafił do zespołu Püdelsi, którego wokalistą i frontmanem był z przerwami do sierpnia 2005. Nagrali razem pięć płyt. W 1993 założył grupę Homo Twist, a w następnym roku wydał pierwszą płytę zespołu.
W 1989 rozpoczął karierę solową wydaniem albumu pt. Historia obyczaju. Nieregularnie publikował swoje wiersze, które często są także tekstami jego piosenek. Publikował m.in. w „brulionie”. Jest autorem poematu Chamstwo w państwie, wydanego w postaci książkowej w 2003 przez Wydawnictwo Literackie z Krakowa. Książka otrzymała laur Śląskiego Wawrzynu Literackiego. W 2004 był jednym z jurorów w trzeciej edycji programu rozrywkowego Polsatu Idol. 13 marca 2004 w chorzowskim Teatrze Rozrywki odbyła się premiera przedstawienia Bal u Wolanda na podstawie powieści Michaiła Bułhakowa Mistrz i Małgorzata z Maleńczukiem w roli Wolanda. Był on również autorem utworów muzycznych wykonywanych w spektaklu.
12 czerwca 2009 otrzymał nagrodę im. Karola Musioła w konkursie Premiery na 46. KFPP w Opolu. W tym samym roku wystąpił gościnnie na albumie zespołu WU-HAE pt. Opera Nowohucka. W 2010 wziął udział w serii koncertów pod wspólną nazwą Męskie Granie.
25 maja 2011 na uroczystości w siedzibie Ministerstwa Kultury i Dziedzictwa Narodowego został odznaczony przez ministra Bogdana Zdrojewskiego Brązowym Medalem „Zasłużony Kulturze Gloria Artis”.
W marcu 2014 podczas kryzysu krymskiego opublikował utwór „Vladimir ”nawiązujący do aktualnych wydarzeń. W 2015 została opublikowana książka pt. Ćpałem, chlałem i przetrwałem, będącą wywiadem rzeką Maleńczuka z Barbarą Burdzy. Druga część wywiadu, zatytułowana Chamstwo w państwie, ukazała się w 2016.
W grudniu 2021 roku został prawomocnie skazany na karę grzywny oraz zadośćuczynienia za uderzenie w twarz działacza pro-life.

## Życie prywatne
Zadeklarował, że jest pochodzenia ukraińskiego, co wynika z jego nazwiska. Ojciec był po wojnie repatriowany z Ukrainy.
Mieszkał w Jodłowej, ale wrócił do Krakowa. Z żoną Ewą, graficzką, ma trzy córki: Irmę, Ritę i Elmę. Ma również córkę Zuzannę z wcześniejszego związku, jednak utrzymuje z nią sporadyczny kontakt.
Jest kibicem krakowskiego klubu sportowego Cracovia (sekcji piłkarskiej i hokejowej). W 2004 napisał i nagrał „Hymn Cracovii”, który intonowany jest przed każdym spotkaniem piłkarskim klubu.
W kwestiach politycznych deklaruje się przeciwnikiem Prawa i Sprawiedliwości i Jarosława Kaczyńskiego. Krytykuje m.in. reformę sądownictwa w Polsce, będącą jego zdaniem zagrożeniem dla demokracji.

## Dyskografia

### Albumy solowe
| Historia obyczaju           | - Data: 1989 - Wydawca: brak                            | –  |                        |
| Pod Papugami                | - Data: 1989 - Wydawca: MC Fala                         | –  |                        |
| Piosenki z ulicy            | - Data: 1991 - Wydawca: MC ADA                          | –  |                        |
| Pan Maleńczuk               | - Data: 1 stycznia 1998 - Wydawca: Music Corner Records | –  |                        |
| Ande La More                | - Data: 25 lutego 2002 - Wydawca: Noff Records          | –  |                        |
| Proste historie             | - Data: 4 kwietnia 2005 - Wydawca: Warner Music Poland  | 5  |                        |
| Cantigas de Santa Maria     | - Data: 25 września 2006 - Wydawca: Warner Music Poland | 16 | - POL: złota płyta     |
| Psychodancing               | - Data: 3 listopada 2008 - Wydawca: Warner Music Poland | 3  | - POL: platynowa płyta |
| Psychodancing 2             | - Data: 2 listopada 2009 - Wydawca: Warner Music Poland | 3  | - POL: platynowa płyta |
| Wysocki Maleńczuka          | - Data: 4 maja 2011 - Wydawca: Warner Music Poland      | 3  | - POL: platynowa płyta |
| Psychocountry               | - Data: 28 maja 2012 - Wydawca: Warner Music Poland     | 2  | - POL: złota płyta     |
| Tęczowa swasta              | - Data: 18 listopada 2014 - Wydawca: Sony Music         | 12 | - POL: złota płyta     |
| Jazz for Idiots             | - Data: 1 kwietnia 2016 - Wydawca: Sony Music           | 5  | - POL: platynowa płyta |
| Maleńczuk gra Młynarskiego  | - Data: 13 października 2017 - Wydawca: Sony Music      | 1  | - POL: platynowa płyta |
| The Ant                     | - Data: 5 października 2018 - Wydawca: Sony Music       | 44 |                        |
| Klauzula sumienia           | - Data: 2 października 2020 - Wydawca: Agora SA         | 8  |                        |
| „–” album nie był notowany. |                                                         |    |                        |

### Kompilacje
| Tytuł                         | Dane dot. albumu                                 | Pozycja na liście | Certyfikat         |
| Tytuł                         | Dane dot. albumu                                 | POL               | Certyfikat         |
| ----------------------------- | ------------------------------------------------ | ----------------- | ------------------ |
| Złota kolekcja: Pan Maleńczuk | - Data: 13 listopada 2006 - Wydawca: Pomaton EMI | 67                | - POL: złota płyta |

### Albumy koncertowe
| Psychodancing: Live                          | - Data: 28 czerwca 2010 - Wydawca: Warner Music Poland | 2 | - POL: platynowa płyta |
| Koncerty w Trójce vol. 01 – Maciej Maleńczuk | - Data: 25 marca 2013 - Wydawca: Polskie Radio         | – |                        |
| „–” album nie był notowany.                  |                                                        |   |                        |

### Duety
| Tytuł                                 | Dane dot. albumu                           | Pozycja na liście | Certyfikat             |
| Tytuł                                 | Dane dot. albumu                           | POL               | Certyfikat             |
| ------------------------------------- | ------------------------------------------ | ----------------- | ---------------------- |
| Koledzy (oraz Wojciech Waglewski)     | - Data: 7 maja 2007 - Wydawca: Agora SA    | 96                | - POL: platynowa płyta |
| Starsi panowie (oraz Paweł Kukiz)     | - Data: 7 maja 2010 - Wydawca: QM Music    | 3                 | - POL: złota płyta     |
| Mezalianse (oraz Justyna Steczkowska) | - Data: 21 lutego 2011 - Wydawca: QM Music | 12                |                        |

### Single
| „Kos i Mos”                                                               | 2002 | 43 | – | Ande La More          |
| „Miłość”                                                                  | 2002 | 47 | – | Ande La More          |
| „Święto kobiet”                                                           | 2005 | –  | – | Proste historie       |
| „Edek leszczyk”                                                           | 2005 | –  | – | Proste historie       |
| „Koledzy” (oraz Wojciech Waglewski)                                       | 2007 | 15 | – | Koledzy               |
| „Biust” (oraz Wojciech Waglewski)                                         | 2007 | 7  | – | Koledzy               |
| Hasiok – „Synu” (gościnnie: Maciej Maleńczuk)                             | 2009 | –  | – | Znak niepokoju        |
| Dawidzior HTA – „To ty powiedz mi” (gościnnie: Maciej Maleńczuk i Nizioł) | 2014 | –  | – | Nowe życie            |
| Yugopolis – „Sługi za szlugi” (oraz Maciej Maleńczuk)                     | 2014 | 4  | 1 | The Best of Yugopolis |
| „–” singel nie był notowany.                                              |      |    |   |                       |

#### Inne notowane utwory
| Rei Ceballo – „Ach, proszę Pani” (oraz Maciej Maleńczuk)            | 2000 | 23 | –  | Perro Volando               |
| Anna Maria Jopek – „Henry Lee” (oraz Maciej Maleńczuk)              | 2003 | –  | 8  | W moich ramionach           |
| Yugopolis – „Gdzie są przyjaciele moi?” (oraz Maciej Maleńczuk)     | 2007 | 6  | 10 | Słoneczna strona miasta     |
| „Niewiele ci mogę dać (Na próżno wypłakujesz oczy)”                 | 2009 | –  | 20 | –                           |
| „Andromantyzm”                                                      | 2009 | 42 | –  | Psychodancing               |
| „Czarna Mańka”                                                      | 2009 | 28 | –  | –                           |
| „Jak to dziewczyna”                                                 | 2009 | 40 | –  | Psychodancing 2             |
| „Wszyscy muzycy to wojownicy” (oraz Wojciech Waglewski i Abradab)   | 2010 | 2  | –  | Wszyscy muzycy to wojownicy |
| Yugopolis – „Ostatnia nocka” (oraz Maciej Maleńczuk)                | 2011 | 1  | 1  | Yugopolis 2                 |
| „Sprzedaj mnie faktowi”                                             | 2012 | 8  | 27 | Psychocountry               |
| „Highwayman” (oraz John Porter, Adam „Nergal” Darski, Gienek Loska) | 2012 | 43 | –  | Psychocountry               |
| „–” utwór nie był notowany.                                         |      |    |    |                             |

### Inne
| Album                                                               | Rok  | Uwagi | Źródło |
| ------------------------------------------------------------------- | ---- | --- | ------ |
| Püdelsi – Bela Pupa                                                 | 1988 | członek zespołu                                                                                                   | [ 78 ] |
| Püdelsi – Viribus Unitis                                            | 1996 | członek zespołu                                                                                                   | [ 82 ] |
| Voo Voo – Flota zjednoczonych sił                                   | 1997 | gościnnie śpiew w utworach „Co robią moje nogi” i „Wizyta II”                                                     | [ 83 ] |
| Püdelsi – Narodziny Zbigniewa: Püdelsi grają Düpą                   | 1997 | członek zespołu                                                                                                   | [ 84 ] |
| Master of Celebration – Polish Artists Present Depeche Mode’s Songs | 1999 | utwór „Master & Servant” (z Robertem Tutą)                                                                        | [ 78 ] |
| Püdelsi – Psychopop                                                 | 1999 | członek zespołu                                                                                                   | [ 85 ] |
| Rei Ceballo – Perro Volando                                         | 2001 | gościnnie śpiew w utworach „Ach proszę Pani” i „Święto kobiet”                                                    | [ 78 ] |
| Nick Cave i przyjaciele – W moich ramionach                         | 2001 | gościnnie śpiew w utworach „Henry Lee” (z Anną Marią Jopek) i „Tam, gdzie rosną dzikie róże” (z Anną Marią Jopek) | [ 78 ] |
| Vera Bila, Kale – Rovana                                            | 2002 | gościnnie śpiew w utworze „Świat zza krat” (z Verą Bilą)                                                          | [ 78 ] |
| Püdelsi – Wolność słowa                                             | 2003 | członek zespołu                                                                                                   | [ 86 ] |
| Nakręceni, czyli szołbiznes po polsku                               | 2003 | utwory „Showbusiness gnoi ludzi” i „Jeżdżę po karierę...”                                                         | [ 78 ] |
| Püdelsi – Jasna strona – Legendarni Pudelsi 1986–2004               | 2004 | członek zespołu                                                                                                   | [ 87 ] |
| Honor jest wasz Solidarni                                           | 2005 | utwór „Więzienne tango”                                                                                           | [ 78 ] |
| Yugopolis – Słoneczna strona miasta                                 | 2007 | śpiew w utworach „Gdzie są przyjaciele moi?” i „Czas weźmie i Was”                                                | [ 78 ] |
| Małgorzata Krzysica – A jednak miłość                               | 2007 | gościnnie śpiew w utworze „Tango Notturno” (z Małgorzatą Krzysicą)                                                | [ 78 ] |
| Big Cyc – Szambo i perfumeria                                       | 2008 | gościnnie śpiew w utworze „Teczka”                                                                                | [ 88 ] |
| Behemoth – Evangelion                                               | 2009 | gościnnie śpiew w utworze „Lucifer”                                                                               | [ 89 ] |
| Hasiok – Znak niepokoju                                             | 2009 | gościnnie śpiew w utworze „Synu”                                                                                  | [ 90 ] |
| WU-HAE – Opera Nowohucka                                            | 2009 | gościnnie śpiew w utworze „Sępy abstrakcji”                                                                       | [ 78 ] |
| Breakout Festiwal 2007 – Wysłuchaj mojej pieśni Panie               | 2009 | utwory „Nocą puka ktoś”, „Dzisiejszej nocy” i „Oni zaraz przyjdą tu”                                              | [ 78 ] |
| Jest dobrze... piosenki niedokończone                               | 2009 | utwory „Czarna Mańka” i „Życie jest piękne”                                                                       | [ 78 ] |
| Made in Poland – Future Time                                        | 2009 | gościnnie gitara w utworze „Anałonce ciebie wołam”                                                                | [ 91 ] |
| Voo Voo – Wszyscy muzycy to wojownicy                               | 2010 | śpiew w utworze „Wszyscy muzycy to wojownicy”                                                                     | [ 92 ] |
| Gienek Loska Band – Hazardzista                                     | 2011 | gościnnie śpiew w utworze „Can’t Judge Book”                                                                      | [ 93 ] |
| Max Klezmer Band – Hush, hush                                       | 2012 | śpiew w utworach „Papirosn” oraz „Klezmer Medley”                                                                 | [ 94 ] |
| Marek Jackowski – Marek Jackowski                                   | 2013 | gościnnie śpiew i saksofon w utworze „Miasto wzywa”                                                               | [ 95 ] |
| Dawidzior – Nowe życie                                              | 2014 | gościnnie śpiew w utworze „To ty, powiedz mi”                                                                     | [ 96 ] |

## Teledyski
| Tytuł                                                                     | Rok  | Reżyseria                                         | Album                   | Źródło  |
| ------------------------------------------------------------------------- | ---- | ------------------------------------------------- | ----------------------- | ------- |
| „Dzień kobiet”                                                            | 2005 | Paweł Bogocz                                      | Proste historie         | [ 97 ]  |
| „Edek Leszczyk”                                                           | 2005 | –                                                 | Proste historie         | [ 98 ]  |
| „Santa Maria Loei”                                                        | 2007 | –                                                 | Cantigas de Santa Maria | [ 99 ]  |
| „Bo Bóg dokopie” (oraz Wojciech Waglewski)                                | 2007 | Yach Paszkiewicz                                  | Koledzy                 | [ 100 ] |
| „Biust” (oraz Wojciech Waglewski)                                         | 2007 | Yach Paszkiewicz                                  | Koledzy                 | [ 101 ] |
| „Koledzy” (oraz Wojciech Waglewski)                                       | 2007 | Yach Paszkiewicz                                  | Koledzy                 | [ 102 ] |
| „Komu dzwonią” (oraz Wojciech Waglewski)                                  | 2007 | Yach Paszkiewicz                                  | Koledzy                 | [ 103 ] |
| „Andromantyzm”                                                            | 2009 | –                                                 | Psychodancing           | [ 104 ] |
| „Barman”                                                                  | 2009 | –                                                 | Psychodancing           | [ 105 ] |
| „Przy kościele” (gościnnie: Paulina Lenda)                                | 2009 | –                                                 | Psychodancing 2         | [ 106 ] |
| „Nie mogę Ci wiele dać”                                                   | 2011 | –                                                 | Psychodancing 2         | [ 107 ] |
| „Ten, co wcześniej z Tobą był”                                            | 2011 | Filip Wendland                                    | Wysocki Maleńczuka      | [ 108 ] |
| „Sprzedaj mnie faktowi”                                                   | 2012 | Paweł Bogocz                                      | Psychocountry           | [ 109 ] |
| „Oli, Ola”                                                                | 2012 | Paweł Bogocz                                      | Psychocountry           | [ 110 ] |
| „Vladimir”                                                                | 2014 | –                                                 | Tęczowa swasta          | [ 111 ] |
| „Tęczowa swasta”                                                          | 2014 | Wiktor Napierała, Kamil Krotofil                  | Tęczowa swasta          | [ 112 ] |
| „Cygańska dusza”                                                          | 2014 | Wiktor Napierała, Kamil Krotofil                  | Tęczowa swasta          | [ 113 ] |
| Inne                                                                      |      |                                                   |                         |         |
| Yugopolis – „Gdzie są przyjaciele moi?” (oraz Maciej Maleńczuk)           | 2008 | –                                                 | Słoneczna strona miasta | [ 114 ] |
| Hasiok – „Synu” (gościnnie: Maciej Maleńczuk)                             | 2009 | –                                                 | Znak niepokoju          | [ 115 ] |
| WU-HAE – „Sępy abstrakcji” (gościnnie: Maciej Maleńczuk)                  | 2009 | –                                                 | Opera Nowohucka         | [ 116 ] |
| Yugopolis – „Ostatnia nocka” (oraz Maciej Maleńczuk)                      | 2011 | Filip Wendland                                    | Yugopolis 2             | [ 117 ] |
| Behemoth – „Lucifer” (gościnnie: Maciej Maleńczuk)                        | 2011 | Dariusz Szermanowicz, Łukasz Tunikowski, Grupa 13 | Evangelion              | [ 118 ] |
| Yugopolis – „Sługi za szlugi” (oraz Maciej Maleńczuk)                     | 2014 | Rymwid Błaszczak                                  | The Best of Yugopolis   | [ 119 ] |
| Dawidzior HTA – „To ty powiedz mi” (gościnnie: Maciej Maleńczuk i Nizioł) | 2014 | 9 Liter Filmy                                     | Nowe życie              | [ 120 ] |

## Nagrody i wyróżnienia
| Rok  | Kategoria                                              | Nagroda    | Uwagi      |
| ---- | ------------------------------------------------------ | ---------- | ---------- |
| 1996 | Wokalista roku                                         | Fryderyk   | Nominacja  |
| 1996 | Autor roku                                             | Fryderyk   | Nominacja  |
| 1997 | Autor roku                                             | Fryderyk   | Nominacja  |
| 1998 | Najlepszy album piosenka poetycka (Pan Maleńczuk)      | Fryderyk   | Nagroda    |
| 2003 | Najlepszy wokalista                                    | Fryderyk   | Nominacja  |
| 2006 | Najlepsza oprawa graficzna (Cantigas de Santa Maria)   | Fryderyk   | Nominacja  |
| 2006 | Album roku piosenka poetycka (Cantigas de Santa Maria) | Fryderyk   | Nominacja  |
| 2006 | Wokalista roku                                         | Fryderyk   | Nagroda    |
| 2008 | Autor roku                                             | Fryderyk   | Nominacja  |
| 2008 | Wokalista roku                                         | Fryderyk   | Nominacja  |
| 2008 | Album roku pop (Maleńczuk/Waglewski – Koledzy)         | Fryderyk   | Nominacja  |
| 2008 | Teledysk roku (Maleńczuk/Waglewski – „Koledzy”)        | Fryderyk   | Nominacja  |
| 2009 | Wokalista roku                                         | Fryderyk   | Nominacja  |
| 2010 | Autor roku                                             | Fryderyk   | Nominacja  |
| 2010 | Wokalista roku                                         | Fryderyk   | Nominacja  |
| 2010 | Autor roku pop (Psychodancing 2)                       | Fryderyk   | Nominacja  |
| 2012 | Album roku pop (Wysocki Maleńczuka)                    | Fryderyk   | Nominacja  |
| 2020 | Polskie album roku (Klauzula sumienia)                 | Teraz Rock | 8. miejsce |

## Filmografia
- 1987: Śmierć Johna L. (reżyseria: Tomasz Zygadło, jako bluesman-żebrak, w napisach końcowych podpisany jako Mirosław Mileńczuk)[131]
- 1997: Sposób na Moravię (etiuda szkolna)[131]
- 1998: Małżowina (reżyseria: Wojciech Smarzowski, jako „Nowy”)[131]
- 2001: Mama, tata (etiuda szkolna)[131]
- 2004: Ono (reżyseria: Małgorzata Szumowska, jako mężczyzna w klubie)[131]
- 2009: Hel (reżyseria: Kinga Dębska, jako pacjent Mirek)[131]
- 2012: Reguły gry (odc. 11, jako mężczyzna podobny do Maleńczuka)[131]
- 2012: Na dobre i na złe (reżyseria: Jerzy Sztwiertnia, odc. 473, jako Mariusz „Klaus” Marciniak)[131]
- 2016: Vaiana: Skarb oceanu (polski dubbing; reżyseria: Wojciech Paszkowski, jako Tamatoa)[132]
- 2018: Piotrek the 13th III. dziecku rozmaryn (reżyseria: Piotr Matwiejczyk, jako wróżbita Maciej)[131]
- 2019: Solid Gold (reżyseria: Jacek Bromski, jako Konarski)[131]
- 2023: serial Absolutni debiutanci (odc. 3, 4, 5; jako właściciel kempingu)[133]

## Gry komputerowe
- Mass Effect 2 (2010, BioWare, jako kapitan Armado Bailey)[134]
- Test Drive Unlimited 2 (2011, Eden Games, jako Todd Bishop)[135]